# Řád Operace Bokassa
Řád Operace Bokassa (francouzsky Ordre de l'opération Bokassa) bylo v letech 1970 až 1979 nejvyšší státní vyznamenání Středoafrické republiky.

## Historie a pravidla udílení
Řád založil 19. listopadu 1970 prezident Jean-Bédel Bokassa. Udílen byl za mimořádné zásluhy ve všech oblastech práce a měl podpořit národní rozvoj. Po svržení Bokassy v roce 1979 se řád přestal udílet.

## Třídy
Řád byl udílen v pěti třídách:
- velkokříž – Řádový odznak se nosil na široké stuze spadající z pravého ramene na protilehlý bok. Řádová hvězda se nosila nalevo na hrudi.
- velkodůstojník – Řádový odznak se nosil na úzké stužce s růžicí na hrudi. Řádová hvězda se nosila napravo na hrudi.
- komtur – Řádový odznak se nosil na úzké stuze kolem krku. Řádová hvězda této třídě již nenáležela.
- důstojník – Řádový odznak se nosí na stužce s rozetou nalevo na hrudi.
- rytíř – Řádový odznak se nosí na stužce bez rozety nalevo na hrudi.

## Insignie
Řádový odznak má tvar pětiramenného bíle smaltovaného maltézského kříže s cípy zakončenými zlatými kuličkami. Na kříži je položena červeně smaltovaná deseticípá hvězda. Uprostřed hvězdy je kulatý medailon. V medailonu je na modře smaltovaném pozadí zlatá podobizna Bokassy oblečeného ve vojenské uniformě s vyznamenáními. Medailon je lemován zeleně smaltovaným kruhem se zlatým nápisem. V letech 1970 až 1976 zněl nápis GENERAL J. B. BOKASSA • PRESIDENT DE LA REPUBLIQUE CENTRAFRICAINE. Od roku 1976 až do zrušení řádu zněl nápis S. M. I. BOKASSA 1er • EMPIRE CENTRAFICAIN. Na zadní straně odznaku je uprostřed medailonu motiv zemědělství a průmyslu. V popředí je zemědělský traktor s přívěsem. Vlevo od traktoru stojí strom. Za traktorem je pole, které je oráno pluhem taženým volem. Za pluhem jde rolník. V pozadí je budova továrny. Medailon je lemován zeleně smaltovaným kruhem. V jeho spodní části je zlatý nápis OPERATION BOKASSA. Ke stuze je odznak připojen pomocí přechodového prvku ve tvaru věnce. Velikost odznaku je v případě třídy rytíře a důstojníka 42 mm, u vyšších tříd je velikost odznaku 60 mm.
Po korunovaci Bokassy na císaře byl vyroben zlatý řádový řetěz s centrálním článkem v podobě císařské koruny, na nějž byl zavěšen řádový odznak (bez věnce).
Řádová hvězda je stříbrná osmicípá. Na hvězdě je položen řádový odznak.
Stuha z hedvábného moaré je červená se širokým zeleným pruhem uprostřed. V případě velkokříže je stuha široká 100 mm, u nižších tříd pak 37 mm.